# 黃時鐘花
黃時鐘花（學名：Turnera ulmifolia），又名金寶花、午時花或黃桤木，是一種西番莲科时钟花属的常綠小型灌木植物，原生於墨西哥到西印度群岛一帶，但現時已在全球熱帶地區歸化。
最近的一項研究發現，黃時鐘花增強了抗细菌药對抗耐甲氧西林金黄色葡萄球菌（MRSA）的活性。`

## 型態描述
本物種為常綠多年生草本小型灌木植物，高30-120厘米。葉片互生，呈長卵形，鋸齒緣。黃時鐘花是一種一日花，早上綻放，至午間凋謝。徑向對稱的花是黃色的，5片花瓣，直徑約4-5厘米。果實為圓形蒴果，成熟時3瓣開裂，內有許多褐色種子。種子被假種皮包裹，由螞蟻運送到其他地方撒佈。可透過種子實生或頂薳扦插來繁殖；但亦有雀鳥啄食其種子。本物種由於其外型與透納樹葉非常相似，在園藝商業中有時會被錯誤識別。

## 分佈及棲息地
最初只在熱帶到亞熱帶地區生長，耐寒性弱，在溫帶或其他冬季寒冷的氣候環境，需要將植物移往室內管理。但是，如果在陽光充足、沒有霜凍的地方，則可在戶外生長。

## 外部連結
- 維基物種上的相關：黃時鐘花